# Mezira lobata
Mezira lobata är en insektsart som först beskrevs av Thomas Say 1832.  Mezira lobata ingår i släktet Mezira och familjen barkskinnbaggar. Inga underarter finns listade i Catalogue of Life.